# Drzeńsk Wielki, Lubusz
Drzeńsk Wielki (germană Groß Drenzig, în Limba sorabă: Wjeliki Drězg) este un sat în Polonia, situat în Voievodatul Lubusz, în județul Krosno, în orașul Gubin. În anii 1975-1998 localitatea aparținea administrativ de provincia Zielona Gora.
Așezarea este situata la 8 km nord-est de Gubin pe drumul ce duce de la Żytowania la Wałowice. Satul este menționat pentru prima dată în anul 1550 sub numele de Drentzk și făcea parte din rutele comerciale care duceau în Silezia. În anul 1864 s-a construit prima moară de vânt. Drzeńsk Wielki în 1945 a fost stabilit comandamentul militar condus de locotenentul Tadeusz Barwicki din  Regimentul de infanterie nr.38. În 1952, populația satului număra 136 de persoane.
Astăzi populația satului este de circa 140 de locuitori. În sat există o unitate de pompieri voluntari, care a fost fondată în anul 1956. În 2012 s-a înființat Clubul Sportiv "Solaris" Drzeńskul Mare.

## Galerie de imagini

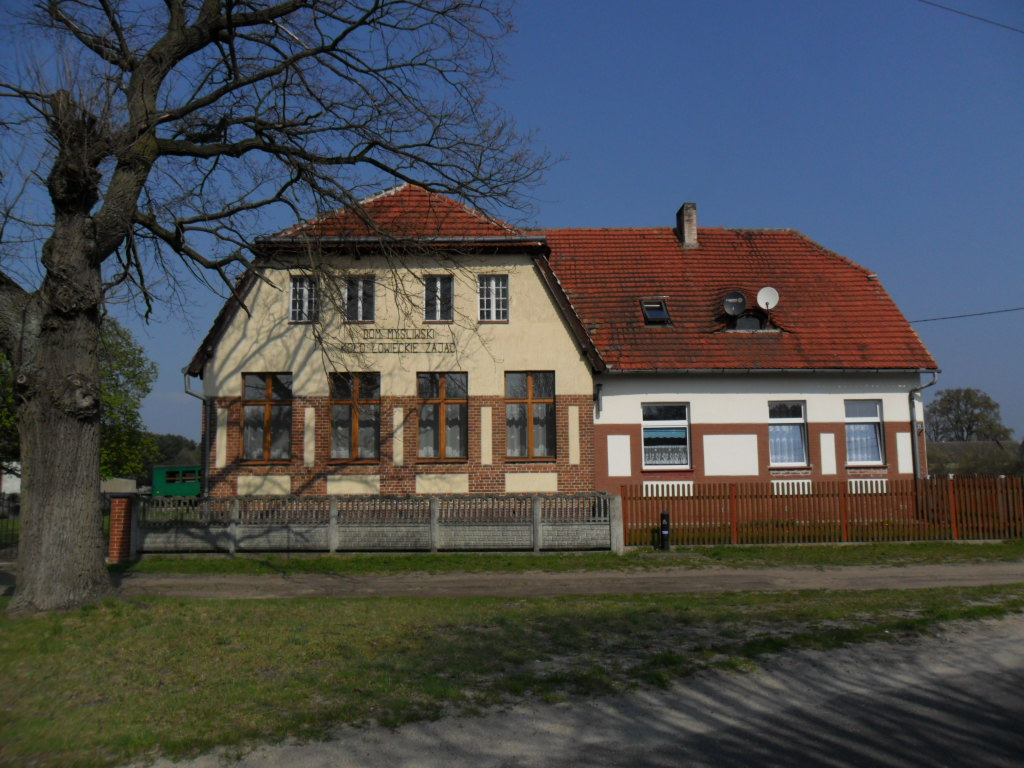
Casa de vânătoare
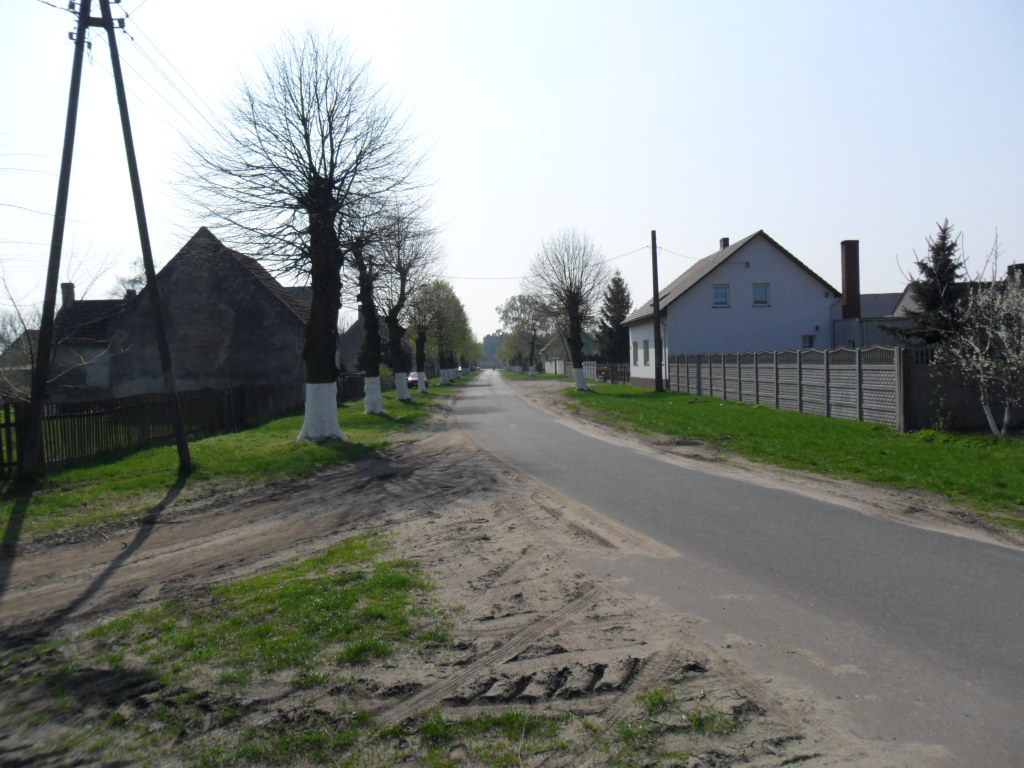
Accesul rutier în sat